# Chanderi

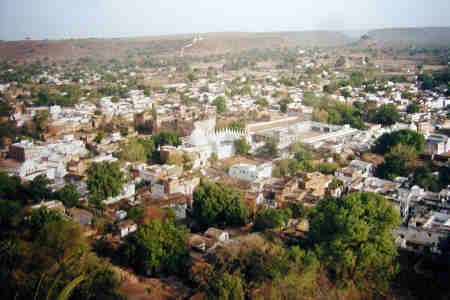
Panorama da cidade de Chanderi visto de Qila Kothi

Chanderi é uma cidade e um município no distrito de Guna, no estado indiano de Madhya Pradesh.

## Geografia
Chanderi está localizada a 24° 43′ N, 78° 08′ L. Tem uma altitude média de 456 metros (1496 pés).

## Demografia
Segundo o censo de 2001, Chanderi tinha uma população de 28 313 habitantes. Os indivíduos do sexo masculino constituem 52% da população e os do sexo feminino 48%. Chanderi tem uma taxa de literacia de 62%, superior à média nacional de 59,5%; com a literacia masculina sendo de 72% e a literacia feminina sendo de 52%. 17% da população está abaixo dos 6 anos de idade.